# Universidade de Westminster

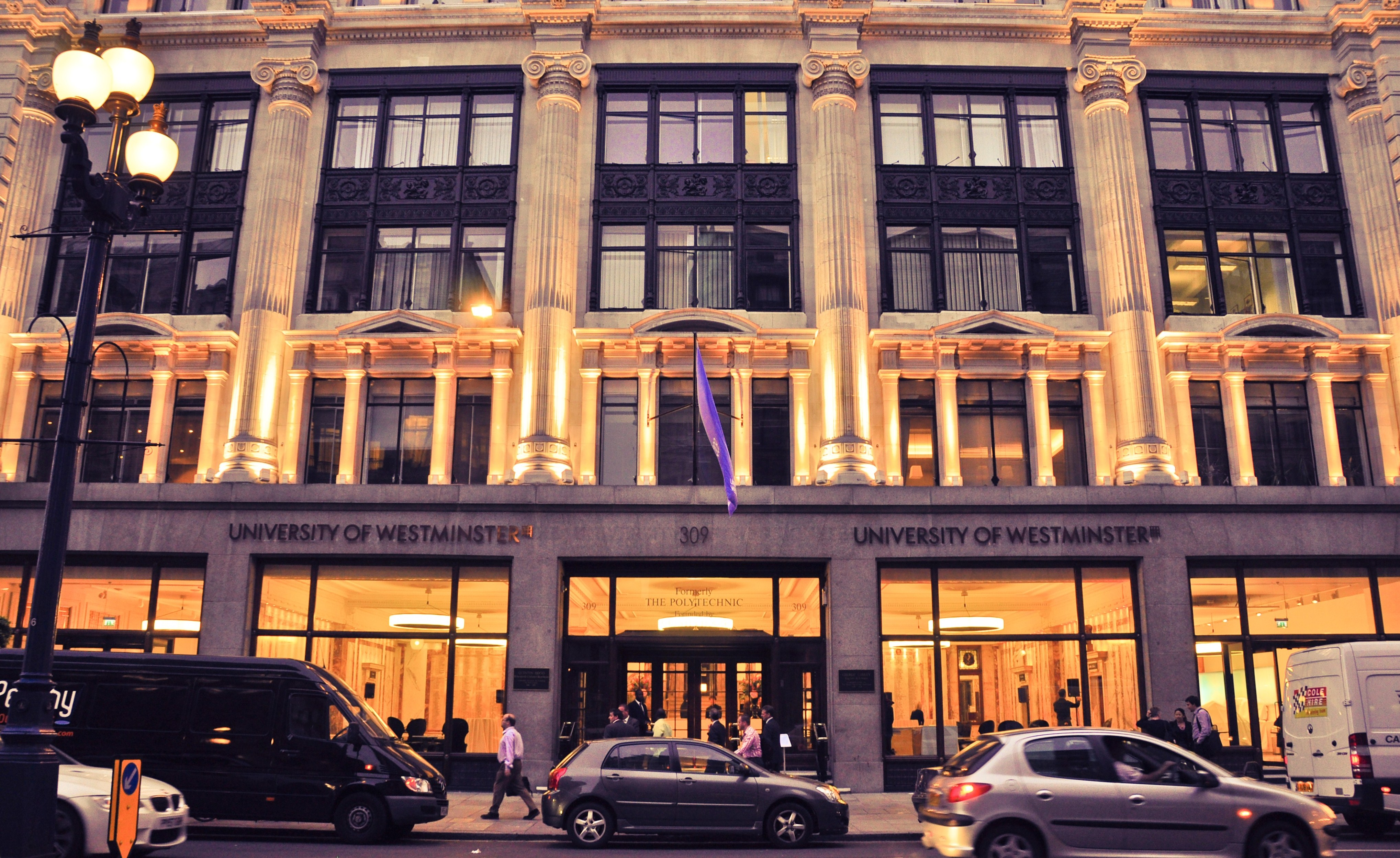
Entrada da sede da Universidade de Westminster em Regent Street, Londres, Reino Unido.

Universidade de Westminster (em inglês:  University of Westminster) é uma universidade pública voltada para a pesquisa localizada em Londres, no Reino Unido. Sua instituição antecedente, o Royal Polytechnic, foi fundado em 1838 e foi o primeiro politécnico a abrir no Reino Unido. Westminster recebeu o estatuto de universidade em 1992.
A sede da universidade e seu campus original ficam em Regent Street, na região de Westminster, no centro de Londres, com campi adicionais nas áreas londrinas de Fitzrovia, Marylebone e Harrow. A universidade também atua na Universidade Internacional de Westminster em Tashkent, no Uzbequistão, e tem um campus satélite em Paris, França, através da Academia Diplomática de Londres.
As atividades acadêmicas de Westminster estão organizadas em sete faculdades, dentro das quais há cerca de 45 departamentos e 65 centros de pesquisa. Westminster teve uma renda total de 164.600.000 libras esterlinas no período 2010/11, dos quais 5.500.000 libras era de bolsas e contratos de pesquisa. A universidade é  membro da Association of MBAs e da Associação das Universidades Europeias.